# Hội thú bông ngộ nghĩnh
UglyDolls là một bộ phim hoạt hình máy tính năm 2019 thuộc thể loại phim âm nhạc hài kịch của đạo diễn Kelly Asbury và được viết bởi Alison Peck, từ một câu chuyện của Robert Rodriguez, người cũng sản xuất. Nó dựa trên những đồ chơi sang trọng cùng tên, và đi theo một nhóm trong số họ khi họ cố gắng tìm kiếm sự ôm ấp từ thế giới thực bất chấp sai sót của họ. Phim có sự tham gia của các giọng ca của Kelly Clarkson, Janelle Monáe, Nick Jonas, Pitbull, Blake Shelton, Wanda Sykes, Gabriel Iglesias, Vương Lực Hoành, Emma Roberts, Bebe Rexha, Charli XCX và Lizzo.
UglyDolls được phát hành tại Hoa Kỳ vào ngày 3 tháng 5 năm 2019 bởi STXFilms, bộ phim hoạt hình đầu tiên được sản xuất bởi công ty. Nó đã nhận được những đánh giá không thuận lợi từ các nhà phê bình, những người gọi nó là "ý nghĩa tốt nhưng phái sinh". Nó cũng không thành công về mặt tài chính tại phòng vé chỉ thu về 32,5 triệu đô la trong ngân sách từ 45 triệu đến 53 triệu đô la.
Bộ phim cũng là bộ phim cuối cùng của đạo diễn Kelly Asbury trước khi qua đời vào năm 2020.

## Nhạc phim
UglyDolls: Original Motion Picture Soundtrack là album nhạc phim cho bộ phim STX Entertainment 2019 UglyDolls, được phát hành vào ngày 26 tháng 4 năm 2019, bởi Atlantic Records. Nhạc phim có sự góp mặt của Kelly Clarkson, Nick Jonas, Janelle Monáe, Bebe Rexha, Blake Shelton, Pentatonix, Anitta và Why Don't We. Ca khúc "Broken & Beautiful" của Clarkson đã được phát hành trước album, vào ngày 27 tháng 3 năm 2019, dưới dạng đĩa đơn của nhạc phim. Ca khúc "Ugly" của Anitta cũng được phát hành trước khi phát hành album.

### Danh sách nhạc
| STT | Nhan đề                                                                  | Sáng tác                                                                               | Nhà sản xuất                          | Thời lượng |
| --- | ------------------------------------------------------------------------ | -------------------------------------------------------------------------------------- | ------------------------------------- | ---------- |
| 1.  | "Broken & Beautiful" (Kelly Clarkson)                                    | Alecia Moore Steve Mac Johnny McDaid Marshmello                                        | Mac Marshmello                        | 3:38       |
| 2.  | "Couldn't Be Better" (Kelly Clarkson) (pop version)                      | Christopher Lennertz Glenn Slater                                                      |                                       | 3:31       |
| 3.  | "Today's the Day" (Kelly Clarkson)                                       | Lennertz Slater                                                                        | Jesse Shatkin                         | 0:31       |
| 4.  | "Couldn't Be Better" (Kelly Clarkson and UglyDolls cast) (movie version) | Lennertz Slater                                                                        | Shatkin                               | 4:16       |
| 5.  | "Today's the (Perfect) Day" (UglyDolls cast)                             | Lennertz Slater                                                                        | Lennertz Juliana Hatfield             | 1:41       |
| 6.  | "The Ugly Truth" (Nick Jonas)                                            | Lennertz Slater                                                                        | Davy Nathan Philsmeeze                | 3:43       |
| 7.  | "You Make My Dreams" (Pentatonix)                                        | Daryl Hall John Oates Sara Allen                                                       | PTX Ben Bram                          | 2:26       |
| 8.  | "The Uglier Truth" (Nick Jonas)                                          | Lennertz Slater Scott Kirkland                                                         | The Crystal Method                    | 0:37       |
| 9.  | "All Dolled Up" (Janelle Monáe featuring Kelly Clarkson)                 | Lennertz Slater                                                                        | Mayer Hawthorne Nathan Philsmeeze [a] | 3:48       |
| 10. | "Unbreakable" (Janelle Monáe & Kelly Clarkson)                           | Lennertz Slater Kirkland Keith Harrison Laura Harrison                                 | Shatkin Stint The Crystal Method      | 3:24       |
| 11. | "The Big Finale" (UglyDolls cast)                                        | Lennertz Slater                                                                        | Jerry Harrison                        | 3:31       |
| 12. | "Girl in the Mirror" (Bebe Rexha)                                        | Jonas Jeberg Neil Ormandy Ingrid Andress                                               | Jeberg Jussifer                       | 2:38       |
| 13. | "Ugly" (Anitta) (English version)                                        | Jayson DeZuzio Stefan Johnson Jordan Johnson Sizzy Rocket Sophie Rose Abrams           | The Monsters & Strangerz              | 3:12       |
| 14. | "Don't Change" (Why Don't We)                                            | Louis Schoorl JHart Marco Borrero Daniel Seavey Jonny Price Corbyn Besson Jonah Marais | Mag Schoorl                           | 2:56       |
| 15. | "Wallflowers & Weeds" (Blake Shelton)                                    | Jason Gantt Scott Stepakoff Ivy Walker Sophie Walker                                   | Scott Johnson Scott Hendricks         | 3:18       |
| 16. | "Ugly" (Anitta) (Spanish version[b])                                     | Jean Rodriguez DeZuzio S. Johnson J. Johnson Rocket Abrams                             | The Monsters & Strangerz              | 3:13       |

Notes
- ^a  signifies an additional producer
- ^b  there’s a Portuguese version also performed by Anitta

### Bảng xếp hạng
| Bảng xếp hạng (2019)                | Thứ hạng cao nhất |
| ----------------------------------- | ----------------- |
| Album Hoa Kỳ Billboard 200          | 182               |
| Album Hoa Kỳ Top Sales (Billboard)  | 67                |
| US Kid Albums (Billboard)           | 1                 |
| Album Hoa Kỳ Soundtrack (Billboard) | 10                |